# 汪家街道
汪家街道，是中华人民共和国辽宁省沈阳市浑南区下辖的一个乡镇级行政单位。

## 行政区划
汪家街道下辖以下地区：
三家子社区、汪家南社区、汪家北社区、下伯官社区、上伯官社区、大深井子社区、小深井子社区、大甸子社区、小甸子社区、丰乐社区、汪家社区、方园社区、东和社区、百齐社区和干河子村。